# World Confederation of Billiard Sports
La World Confederation of Billiard Sports (WCBS) è la federazione sportiva internazionale, riconosciuta dal CIO, che governa lo sport del biliardo. La federazione è membro dell'ARISF e dell'IWGA.

## Discipline
- Carambola
- Palla 9
- Snooker

## Altre federazioni internazionali
- Carambola: Union Mondiale de Billard (UMB), web
- Palla 9: World Pool-Billiard Association (WPA), web
- Snooker: International Billiards and Snooker Federation (IBSF), web

## Campionati mondiali organizzati
- Campionati mondiali di biliardo